# Monte Toro
Der Monte Toro (katalanisch: El Toro) ist mit 357 Metern Höhe der höchste Berg der spanischen Baleareninsel Menorca.

## Lage
Monte Toro liegt im geographischen Zentrum der Insel Menorca im Gemeindegebiet von Es Mercadal, rund 24 km östlich von Ciutadella und 24 km nordwestlich von Mahon. Von Es Mercadal aus erreicht man den Gipfelparkplatz über eine befestigte Serpentinenstraße.

## Geschichte

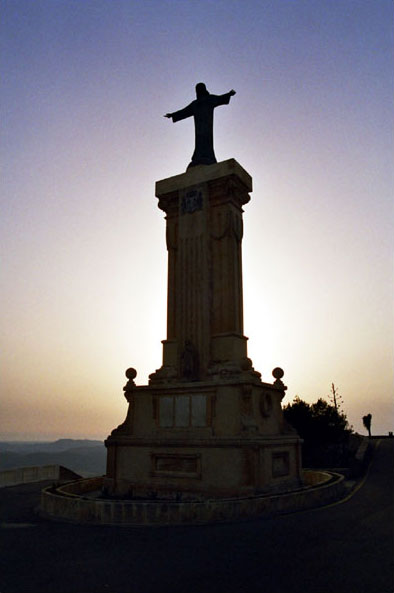
Monte Toro Statue

Auf dem Gipfel errichteten bereits die antiken Siedler einen Wachturm, auf dessen Grundmauern 1558 ein Verteidigungsturm gebaut wurde. Er bietet einen Panoramablick über die gesamte Insel und ist heute ein beliebtes Ausflugsziel. 1670 wurde auf dem Gipfel ein Franziskanerinnenkloster Santuario de la Virgen del Toro einschließlich einer Kirche im gotischen Stil errichtet. 1936 wurde die Klosterkirche geplündert und zum größten Teil zerstört. Wie Historiker berichten, konnte die von den menorquinischen Gläubigen verehrte Muttergottesfigur Nostra Seyore del Toro wieder beschafft werden und befindet sich heute in der wiederhergestellten Wallfahrtskirche.